# Muzeum Ziemi Kępińskiej
Muzeum Ziemi Kępińskiej im. Tadeusza Piotra Potworowskiego – muzeum założone w 1938 w Kępnie, miejska instytucja kultury; od 1998 nosi imię Piotra Potworowskiego.

## Historia
Muzeum utworzono w 1938 z inicjatywy burmistrza Wacława Kokocińskiego, a pierwszym kierownikiem placówki został Piotr Potworowski. W czasie II wojny światowej (1939–1945) zbiory uległy rozproszeniu. 
W 1960 Powiatowa Rada Narodowa w Kępnie ponownie utworzyła muzeum, a kierowanie nim powierzyła miejscowej nauczycielce Stanisławie Witkowskiej. W 1967 nadzór nad muzeum przejął miejscowy oddział PTTK, a kierownikiem nadzorującym prace placówki aż do śmierci w roku 1982 został Konrad Nitzke, zastąpiony wówczas przez Jerzego Wojciechowskiego. W 1990 roku muzeum przeszło pod zarząd Rady Miejskiej w Kępnie. W 1998 roku nadano muzeum imię pierwszego kierownika Piotra Potworowskiego.
W styczniu 2014 rozpoczęto prace remontowe nowej siedziby muzeum w dawnym magistracie przy ul. Ratuszowej 2.
W 2014 uchwałą Rady Miejskiej utworzona została filia muzeum w Synagodze w Kępnie.

## Zbiory
Muzeum gromadzi zbiory archeologiczne (od paleolitu do średniowiecza), etnograficzne (zabytki kultury ludowej ziemi wieluńskiej), historyczne (dokumenty dotyczące historii kępińskiego rzemiosła oraz Kępińskiego Bractwa Kurkowego), zbiory sztuki współczesnej (malarstwo) oraz dzieła Piotra Potworowskiego i pamiątki z nim związane (korespondencja, notatki, zdjęcia).